# Зейд, Мабрук
Мабру́к Зейд (араб. مبروك زايد‎; род. 11 февраля 1979, Саудовская Аравия) — саудовский футболист, выступавший на позиции вратаря. Участник чемпионата мира 2002 года и чемпионата мира 2006 года. Один из лучших вратарей Саудовской Аравии, когда Мабрук был на поле в составе сборной, она ни разу не проиграла в официальных матчах, за исключением 2-х матчей на ЧМ-2006.

## Карьера

### Клубная
Профессиональную карьеру начал в 1998 году в клубе «Эр-Рияд» из Эр-Рияда. В 2000 года перешёл в «Аль-Иттихад» из Джидды, в составе которого играет по сей день и с которым завоевал за это время вместе с командой трижды звание чемпиона страны, дважды выиграл Кубок наследного принца Саудовской Аравии, дважды стал победителем Лиги чемпионов АФК, один раз Арабской лиги чемпионов, дважды выиграл Саудовско-Египетский суперкубок и в 2008 году дошёл до финала первого в истории Саудовского кубка чемпионов.

### В сборной
В составе главной национальной сборной Саудовской Аравии выступает с 2002 года. Участник
чемпионата мира 2002 год (на котором ни одного матча так и не сыграл) и чемпионата мира 2006 года (на котором сыграл все 3 матча в качестве основного вратаря, пропустив в итоге 7 мячей). В 2007 году дошёл вместе с командой до финала Кубка Азии, в котором, однако, саудовцы уступили сборной Ирака со счётом 0:1.

## Достижения
Финалист Кубка Азии: (1)
- 2007

Обладатель Кубка арабских наций: (1)
- 2002

Обладатель Кубка наций Персидского залива: (2)
- 2002, 2003

Чемпион Саудовской Аравии: (3)
- 2000/01, 2002/03, 2006/07

Обладатель Кубка наследного принца Саудовской Аравии: (2)
- 2000/01, 2003/04

Финалист Саудовского кубка чемпионов: (1)
- 2008

Победитель Лиги чемпионов АФК: (2)
- 2004, 2005

Победитель Арабской лиги чемпионов: (1)
- 2004/05

Обладатель Саудовско-Египетского суперкубка: (2)
- 2001, 2003